# Plaza de la Bastilla
La plaza de Bastilla (en francés, Place de la Bastille) es una plaza de París, lugar simbólico de la Revolución francesa, situada en el emplazamiento de la antigua fortaleza de la Bastilla, que fue tomada el 14 de julio de 1789.

## Historia de la plaza

### La Bastilla de San Antonio
Era en su origen una de las bastilles (fortaleza, en castellano) que defendían las antiguas puertas de entrada a París y que eran parte de las murallas fortificadas de París construidas de 1370 a 1383 bajo el reinado de Carlos V de Francia. Su nombre era Bastille Saint-Antoine (Bastilla de San Antonio) debido a que defendía la puerta San Antonio de la que arrancaba el arrabal del mismo nombre. Transformada en prisión por Richelieu, la Bastilla fue tomada por asalto el 14 de julio de 1789 por el pueblo, en el que es considerado popularmente como el primer acto de la Revolución francesa. 
De este episodio de la historia de Francia proviene el carácter simbólico de esta plaza, lugar de numerosas manifestaciones, a menudo con connotaciones políticas de izquierda. 

### Lugar de baile
El 14 de julio de 1790, una tienda de campaña fue plantada en medio de las ruinas con el escrito: «aquí se baila», se trata del primer baile del 14 de julio que continuará siendo una tradición hasta nuestros días. Esta es representada en un cuadro de Henri-Joseph Van Blarenberghe en el museo Carnavalet. Henri-Joseph Van Blarenberghe es un antiguo pintor militar, que ha pintado también imágenes de la toma de la Bastilla. 
El 16 de junio de 1792, se decidió que el emplazamiento de la Bastilla se convertiría en una plaza denominada de la Libertad, y que una columna sería elevada. Palloy pone la primera piedra, pero la construcción se para entonces. Se instala una fuente en 1793.

### Instalación de la guillotina a la plaza de la Bastilla
Del 9 de junio de 1794 al 14 de junio de 1794, la guillotina fue instalada en la plaza tras retirar los restos de la fortaleza de la Bastilla. La plaza se pasa a llamar entonces plaza Antoine. Los ciudadanos reclamaron su desplazamiento a la plaza del Trône-Renversé (actual plaza de la Nación). El número de personas ejecutadas en la plaza de la Bastilla fue de 73.

### El elefante de la Bastilla

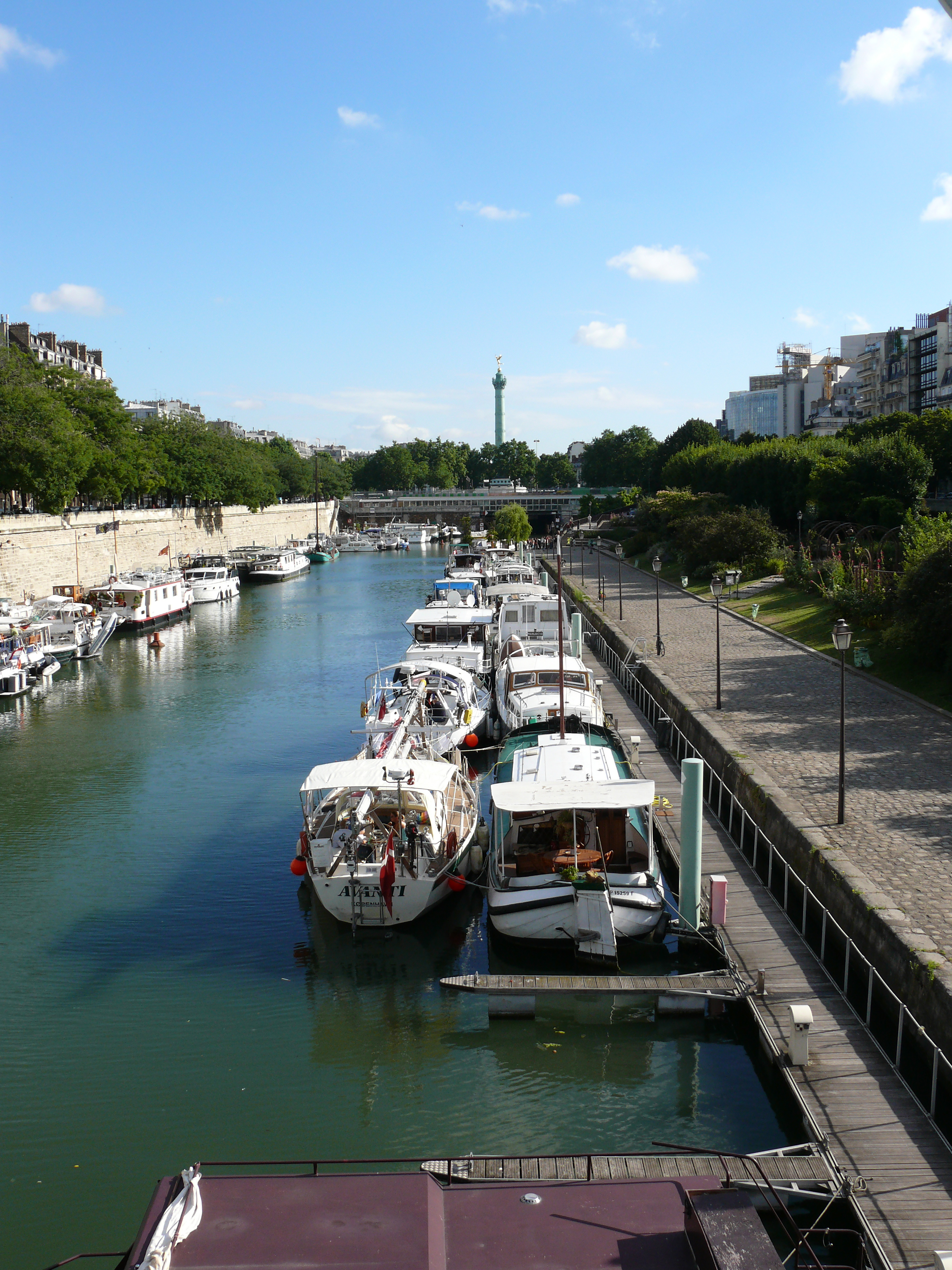
El puerto del Arsenal.

Napoleón, en sus proyectos de reestructuración de París, proyectó en 1808 de construir un monumento con forma de elefante. Debía tener 24 m de altura y ser creado con el bronce fundido de los cañones tomados a los españoles. Se había de acceder a la cumbre por una escalera alojada en una pata. El arquitecto Jean-Antoine Alavoine empezó los trabajos en 1833, pero solo se hizo una maqueta. Aparece en la novela de Victor Hugo Los miserables, como refugio de Gavroche. Este monumento fue abatido en 1846, quedando en pie nada más que la base circular de la fuente.

### La columna de Julio
Luis Felipe I de Francia decidió en 1833 construir la Columna de Julio, ya prevista en 1792, pero esta vez para conmemorar la Revolución de 1830 que se desarrolló los 27, 28 y 29 de julio de 1830, jornadas conocidas como "las tres gloriosas". Esta revolución le había llevado al trono de Francia, instaurando por primera vez una monarquía constitucional después de la monarquía absolutista de Carlos X de Francia. La Columna fue inaugurada en 1840.

## Monumentos y lugares

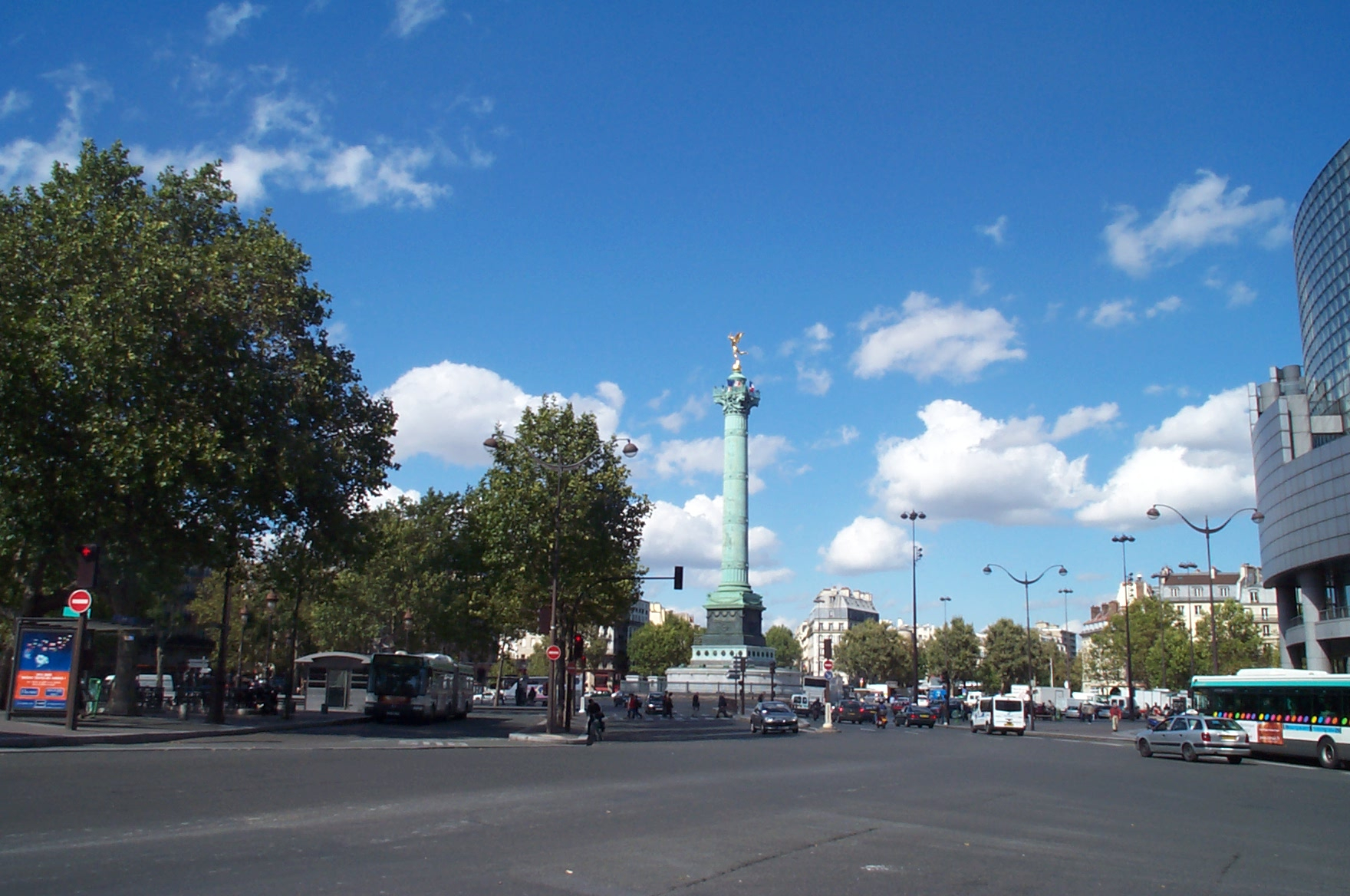
La plaza vista desde el sureste, con la ópera de la Bastilla a la derecha.

- La columna de Julio, construida entre 1833 y 1840. La columna lleva inscritos los nombres de las 615 víctimas de las jornadas revolucionarias de julio de 1830. Está rematada por "el Genio de la Libertad", una estatua de bronce dorado de Auguste Dumont.

- La Ópera de la Bastilla, tras la que se sitúa el hospital des Quinze-Vingts.
- El puerto del Arsenal donde el canal Saint-Martin desemboca en el río Sena.
- La estación de metro Bastilla (líneas 5,1,8), en la se pueden ver vestigios de los cimientos de la antigua prisión.
- En el pavimento de la plaza de la Bastilla, de cara a la ópera y respecto del canal Saint-Martin, se puede ver el perímetro de la fortaleza que es dibujado por una triple fila de adoquines.

## Actividades y manifestaciones

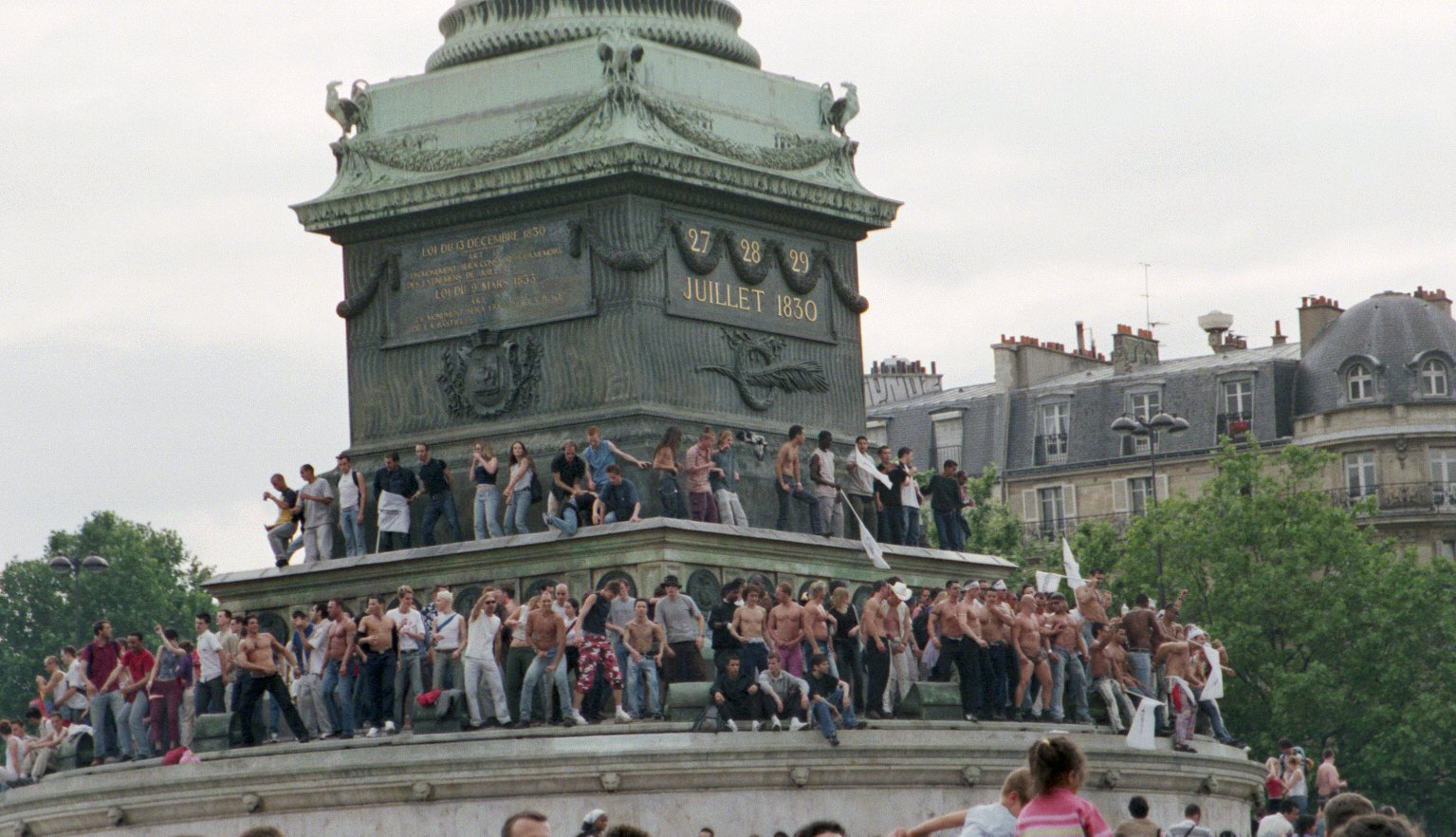
Columna de Julio durante el Día Internacional del Orgullo Gay.

La plaza de la Bastilla es emplazamiento regular de diferentes ferias, conciertos y mercadillos. Es muy visitada las noches de los viernes y sábados por la juventud de las afueras parisinas por sus numerosos cafés, restaurantes y discotecas. 

La plaza de la Bastilla es el punto de salida o final de numerosas manifestaciones sociales, políticas o sindicales. Su simbolismo proviene, entre otras cosas, de la celebración de las principales victorias políticas socialistas. Así ocurrió el 10 de mayo de 1981, para celebrar la elección de François Mitterrand a la presidencia de la República. 

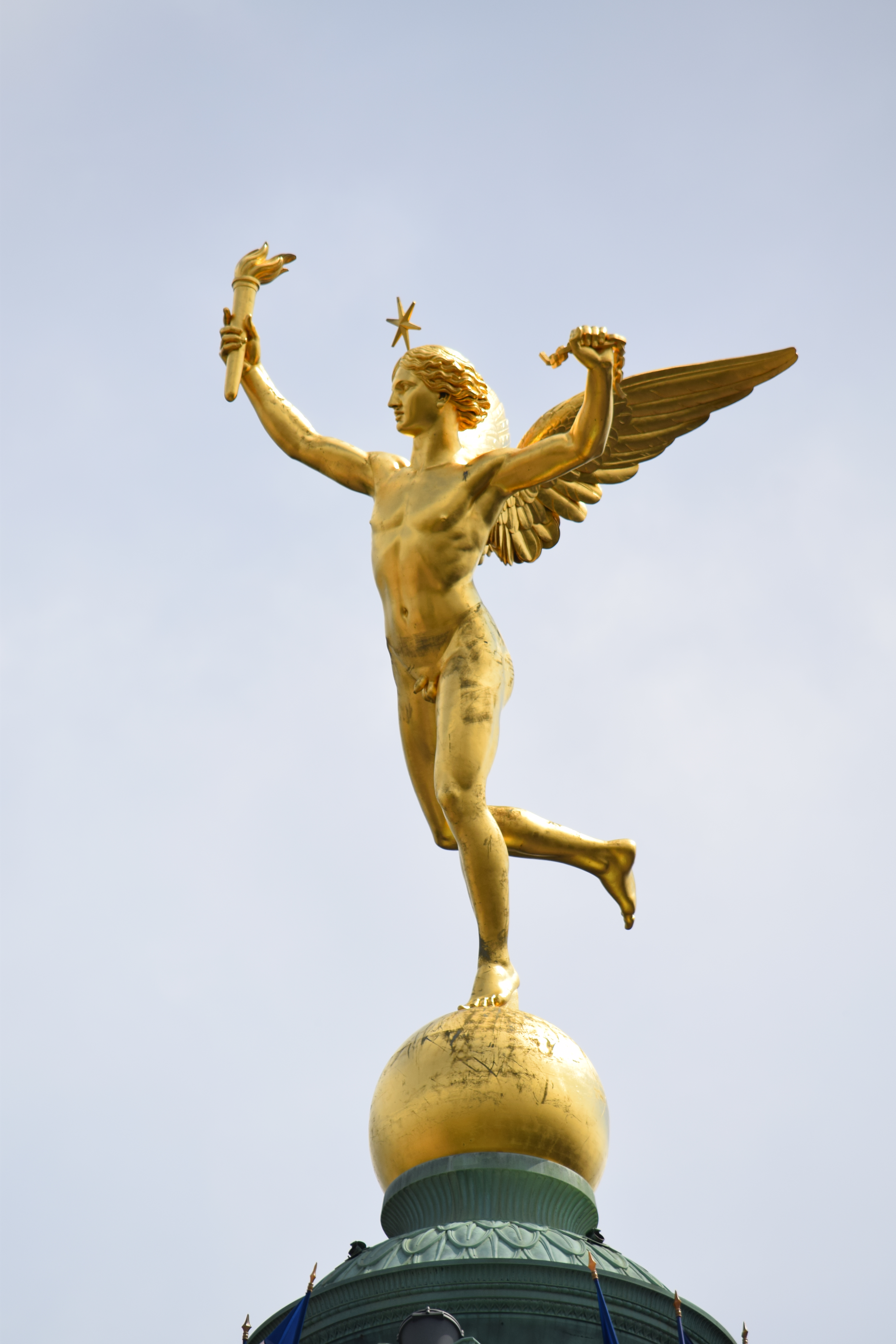
El «Genio de la Libertad», en lo alto de la Columna de Julio.

Cada domingo por la tarde desde 1998, si la meteorología lo permite, una gran excursión con patines arranca a las 2 y media en las inmediaciones de la plaza, para hacer un tranquilo recorrido de una veintena de kilómetros por las calles de París. Esta excursión se ha convertido en una cita ineludible para aficionados al patinaje de todo el mundo. 
Desde mediados de los años 1960 y durante las últimas décadas del siglo XX, la plaza de la Bastilla se convertía todos los viernes por la noche en un concurrido lugar de reunión de centenares de motoristas, con un mercadillo de piezas de recambio situado en la esplanada sur de la plaza. La costumbre decayó cuando el ayuntamiento de la capital construyó un aparcamiento en el lugar.